# Copa de Trinidade e Tobago
A Copa Trinidad and Tobago é o torneio de futebol em sistema de ida e volta de Trinidade e Tobago.

## Campeões
| Key     | Key                                                        |
| ------- | ---------------------------------------------------------- |
| *       | Partido decidido na prorrogação                            |
| †       | Partido decidido por pênaltis depois do tempo regulamentar |
| ‡       | Partido decidido por pênaltis depois da porrogação         |
| Bold    | Equipe campeão também da Liga                              |
| Italics | Equipe que na pertencia a divisão de elite                 |

| Temporada    | Campeão                           | Resultado            | Vice-Campeão                      | Estádio               |
| ------------ | --------------------------------- | -------------------- | --------------------------------- | --------------------- |
| 1927         | Shamrock                          | 4–2                  | Leaseholds                        |                       |
| 1928         | Southern Casuals                  |                      |                                   |                       |
| 1929         | Everton                           | 3–2                  | Maple Club                        |                       |
| 1930         | Everton                           |                      |                                   |                       |
| 1931         | Everton                           |                      |                                   |                       |
| 1932         | Everton                           |                      |                                   |                       |
| 1933         | Season not contested              | Season not contested | Season not contested              | Season not contested  |
| 1934         | Casuals                           |                      |                                   |                       |
| 1935         | Sporting Club                     |                      |                                   |                       |
| 1936         | Shamrock                          |                      |                                   |                       |
| 1937         | United British Oilfields Trinidad | 3–2                  | Shamrock                          |                       |
| 1938         | West Ham                          | 2–0                  | San Fernando                      |                       |
| 1939         | Casuals                           |                      |                                   |                       |
| 1940         | Maple Club                        |                      |                                   |                       |
| 1941         | United British Oilfields Trinidad |                      |                                   |                       |
| (R) 1942 (R) | Spitfire                          | 3–2                  | Colts                             |                       |
| (R) 1943 (R) | United British Oilfields Trinidad | 3–1                  | Sporting Club                     |                       |
| 1944         | Colts                             | 1–0                  | Sheffield                         |                       |
| 1945         | Colts                             | 5–0                  | Forest Reserve                    |                       |
| 1946         | Maple Club                        |                      |                                   |                       |
| 1947         | Notre Dame                        | 2–1                  | United British Oilfields Trinidad |                       |
| 1948         | Colts                             |                      |                                   |                       |
| 1949         | Maple Club                        |                      | Carlton                           |                       |
| 1950         | United British Oilfields Trinidad | 3–1                  | Hurricanes                        |                       |
| 1951         | United British Oilfields Trinidad | * 1–1 *              | Providence                        |                       |
| 1952         | Malvern United                    | 2–1                  | United British Oilfields Trinidad |                       |
| 1953         | Maple Club                        | 1–0                  | Juniors                           |                       |
| 1954         | United British Oilfields Trinidad | 4–0                  | Providence                        |                       |
| 1955         | Malvern United                    | 1–0                  | United British Oilfields Trinidad |                       |
| 1956         | Trinidad Petroleum Development    | 2–0                  | Notre Dame                        |                       |
| 1957         | Shamrock                          | * 2–2 *              | Shell                             |                       |
| 1958         | Casuals                           | 1–0                  | Trinidad Petroleum Development    |                       |
| 1959         | Shamrock                          | 1–0                  | BP Fyzabad                        |                       |
| 1960         | Malvern United                    | 2–0                  | Trinidad Petroleum Development    |                       |
| 1961         | Malvern United                    | * 1–1 *              | BP Fyzabad                        |                       |
| 1962         | Dynamos                           | 1–0                  | BP Fyzabad                        |                       |
| 1963         | Maple Club                        | 3–0                  | Malvern United                    |                       |
| 1964         | Paragon                           | 1–0                  | BP Palo Seco                      |                       |
| 1965         | Malvern United                    |                      | BP Palo Seco                      |                       |
| 1966         | Juniors                           |                      | Regiment                          |                       |
| 1967         | Regiment                          | 4–3                  | Juniors                           |                       |
| 1968         | Malvern United                    |                      |                                   |                       |
| 1969         | Point Fortin                      | 4–2                  | Harvard                           |                       |
| 1970         | Maple Club                        | 3–0                  | Texaco                            |                       |
| 1971         | Season not contested              | Season not contested | Season not contested              | Season not contested  |
| 1972         | Maple Club                        | 3–0                  | Texaco                            |                       |
| 1973         | Season not contested              | Season not contested | Season not contested              | Season not contested  |
| 1974         | Defence Force                     |                      |                                   |                       |
| 1975         | Police FC                         |                      |                                   |                       |
| 1976         | Falcons F.C.                      |                      |                                   |                       |
| 1977         | Malvern United                    | 2–1                  | Caroni                            |                       |
| 1978         | Falcons                           |                      |                                   |                       |
| 1979–1980    | Season not contested              | Season not contested | Season not contested              | Season not contested  |
| 1981         | Defence Force                     | 5–0                  | Memphis                           |                       |
| 1982         | ASL Sports Club                   |                      |                                   |                       |
| 1983         | ASL Sports Club                   |                      |                                   |                       |
| 1984         | Motown United                     |                      |                                   |                       |
| 1985         | Defence Force                     | ‡ 1–1 ‡              | Trintoc                           |                       |
| 1986         | Trintoc                           |                      |                                   |                       |
| 1987         | La Brea Angels                    |                      |                                   |                       |
| 1988         | Trintoc                           |                      |                                   |                       |
| 1989         | Defence Force                     |                      |                                   |                       |
| 1990         | Police FC                         | ‡                    | Superstar Rangers                 |                       |
| 1991         | Defence Force                     |                      |                                   |                       |
| 1992         | Motown United                     |                      |                                   |                       |
| 1993         | Trintoc                           |                      |                                   |                       |
| (R) 1994 (R) | Police FC                         | ‡ 1–1 ‡              | Superstar Rangers                 |                       |
| 1995         | United Petrotrin                  |                      | Defence Force                     |                       |
| 1996         | Defence Force                     |                      | Police FC                         |                       |
| 1997         | United Petrotrin                  | 3–1                  | Superstar Rangers                 | Queen's Park Oval     |
| 1998         | San Juan Jabloteh                 | * 3–2 *              | Defence Force                     |                       |
| 1999         | W Connection                      | * 2–1 *              | Joe Public                        | Marvin Lee Stadium    |
| 2000         | W Connection                      | † 1–1 ‡              | Joe Public                        | Gilbert Park          |
| 2001         | Joe Public                        | 1–0                  | Carib                             | Marvin Lee Stadium    |
| 2002         | W Connection                      | 5–1                  | Arima Fire                        | Marvin Lee Stadium    |
| 2003         | North East Stars                  | ‡ 2–2 ‡              | W Connection                      | Marvin Lee Stadium    |
| 2004         | Season not finished               | Season not finished  | Season not finished               | Season not finished   |
| 2005         | San Juan Jabloteh                 | 2–1                  | Defence Force                     | Marvin Lee Stadium    |
| 2006         | WASA                              | ‡ 3–3 ‡              | North East Stars                  | Estadio Ato Boldon    |
| 2007         | Joe Public                        | 1–0                  | Caledonia AIA                     | Marvin Lee Stadium    |
| 2008         | Caledonia AIA                     | 3–2                  | W Connection                      | Marvin Lee Stadium    |
| 2009         | Joe Public                        | * 3–2 *              | W Connection                      | Marvin Lee Stadium    |
| 2010–11      | San Juan Jabloteh                 | 1–0                  | North East Stars                  | Marvin Lee Stadium    |
| 2011–12      | Caledonia AIA                     | 1–0                  | Defence Force                     | Manny Ramjohn Stadium |
| 2012–13      | Caledonia AIA                     | 2–0                  | Central FC                        | Estadio Ato Boldon    |
| 2013–14      | W Connection                      | ‡ 2–2 ‡              | Central FC                        | Estadio Ato Boldon    |
| 2014-15      | North East Stars                  | 0-0‡                 | W Connection                      |                       |
| 2015-16      | Não Disputado                     |                      |                                   |                       |
| 2016-17      | W Connection                      | 3-1                  | Police FC                         |                       |